# Estetica muzicală
În mod tradițional estetica muzicală a explorat dimensiunile cosmologice și matematice ale organizării ritmice și armonice. În secolul al XVIII-lea, atenția a trecut  către experiența de a asculta muzica, și, astfel, catre întrebările privind frumusețea și plăcereaa umană (plaisir și jouissance), pentru muzică. Originea acestei schimbari filozofice este uneori atribuită lui Baumgarten, în secolul al 18-lea, urmată de Kant. Prin scrierile lor, termenul antic "estetică", ceea ce însemna percepția senzorială, a primit conotația sa din prezent. În ultimele decenii, filozofii au avut tendința de a sublinia și alte problemele pe lângă frumusețe și plăcere. De exemplu, capacitatea muzicii de a exprima emoția, a ajuns o problemă centrală.
Estetica este o sub-disciplină a filozofiei. În secolul 20, contribuții importante au fost realizate de Peter Kivy, Jerrold Levinson, Roger Scruton, și Stephen Davies. Cu toate acestea, mulți muzicieni, critici de muzică și alți non-filozofi au contribuit la estetica muzicală. În secolul 19, o dezbatere semnificativă a apărut între Eduard Hanslick, un critic muzical și muzicolog, și compozitorul Richard Wagner. Harry Partch și alti câțiva muzicologi, cum ar fi Kyle Gann, au studiat și au încercat să popularizeze muzica microtonală și utilizarea gamelor muzicale alternative. De asemenea, multi compozitori moderni, cum ar fi Lamonte Young, Chatham Rhys și Glenn Branca au acordat o atenție mai mare gamei numită intonație naturală.
Se consideră adesea că muzica are capacitatea de a influența emotiile noastre, intelectul și psihologia, ea poate alina singurătatea noastră sau ne poate incita pasiunile. Filozoful Platon sugerează, în Republica că muzica are un efect direct asupra sufletului. Prin urmare, el propune că, în regim ideal muzica ar fi strâns moderată de starea sufleteasca. (Cartea VII)
A existat o tendință puternică în estetica muzicală pentru a sublinia importanța majoră a structurii compozitionale, cu toate acestea, alte aspecte referitoare la estetica muzicii includ lirismul, armonia, hipnotismul, emotivitatea, dinamica temporală, rezonanța, veselia și culoare (a se vedea, de asemenea, dezvoltarea muzicală).

## Istorie: Estetica și muzica clasică europeană

### Secolul XVIII
În secolul al XVIII-lea era considerată a fi mult înafara domeniului teoriei estetice (concepută apoi în termeni vizuali) astfel fiind menționată abia în tratatul lui William Hogarth, Analiza Frumosului. El considera dansul frumos (încheind tratatul cu o discuție asupra minuetului), dar tratând muzica doar în măsura în care ea putea furniza un acompaniament potrivit pentru dansatori. Deși la sfârșitul secolului, tema muzicii și frumusețea sa a ajuns să se diferențieze de cazurile în care muzica este o parte a mass-mediiei amestecate cum este în operă și dans. Critica rațiunii pure  a lui Immanuel Kant, care este în general considerată cea mai importantă și influentă lucrare în estetică, în secolul al 18-lea, Kant susținea că muzica instrumentală este frumoasă, dar în cele din urmă trivială - în comparație cu alte arte frumoase, ea nu implică suficient înțelegerea, și-i lipsește scop moral. Pentru a afișa o combinație de geniu și de gust, care combină ideile și frumusețe, respectiv, muzica trebuie să fie combinată cu cuvinte, ca în cântec și in operă.

### Secolul 19
În secolul al 19-lea, epoca romantismului în muzică, unii compozitori și critici susțineau că muzica ar trebui și ar putea exprima idei, imagini, emoții, sau chiar o întreagă intrigă  literară. Provocând rezervările lui Kant, despre muzica instrumentală, în 1813 Ernst Theodor Amadeus Hoffmann afirmă că muzica este în mod fundamental arta compoziției instrumentale. Cinci ani mai târziu, Arthur Schopenhauer susține în Lumea ca voință și reprezentare, că muzica instrumentală este cea mai mare artă, pentru că este în mod unic capabilă de a reprezenta organizarea metafizică a realității. Deși mișcarea romantică a acceptat teza că muzica instrumentală are capacități de reprezentare, cei mai mulți nu au sprijinit legătura metafizicii și a muzicii, a lui Schopenhauer. Consensul de masă a aprobat capacitatea muzicii de a reprezenta anumite emoții și situații. În 1832, compozitorul Robert Schumann a declarat că lucrarea sa pentru pian, Papillon, a fost "concepută ca o reprezentare muzicală" a scenei finale a romanului, Flegeljahre de Jean Paul. Teza că valoarea muzicii este legată de funcția sa reprezentativă a fost puternic combătută de formalismul lui Eduard Hanslick, astfel declanșându-se „Războiul Romanticilor”. Această luptă a împărțit estetica în două grupuri concurente: pe de o parte sunt formaliștii (cum ar fi, Hanslick), care subliniază că recompensele muzicii se găsesc în aprecierea proiectarii sau a formei muzicale, în timp ce, de altă parte sunt anti-formaliștii, precum Richard Wagner, care considerau forma muzicală drept un mijloc către alte hotare artistice.